# Melchingen
Melchingen ist ein Dorf auf der Schwäbischen Alb in Baden-Württemberg. Es liegt 730 m ü. NN und hat 911 Einwohner (Stand 31. Dezember 2024). Seit der Gemeindereform von 1973 ist Melchingen ein Teilort der Stadt Burladingen. Als eigenständiger Ort wurde Melchingen erstmals im Jahr 772 urkundlich erwähnt.
Durch den seit 1982 jährlich stattfindenden Töpfer- und Kunsthandwerkermarkt und das 1981 von einer freien Theatergruppe gegründete Theater Lindenhof ist Melchingen heute auf kulturell-künstlerischer Ebene einer über die Region hinausreichenden breiteren Öffentlichkeit bekannt.

## Geschichte
Melchingen wurde erstmals im Jahr 772 anlässlich einer Schenkung an das Kloster Lorsch in einer Urkunde des Lorscher Codex erwähnt. 1588 und 1598 wurden gegen zehn Einwohner und Einwohnerinnen Hexenprozesse geführt, die sämtlich mit Hinrichtungen endeten.
Am 1. Januar 1973 wurde Melchingen nach Burladingen eingemeindet.

## Sehenswürdigkeiten
- Ruine Hohenmelchingen
- Barockkirche mit Fresken von F. Lorch
- Bauernmuseum
- Theater Lindenhof
- denkmalgeschützte Pfarrkirche St. Stephan

## Naturdenkmäler

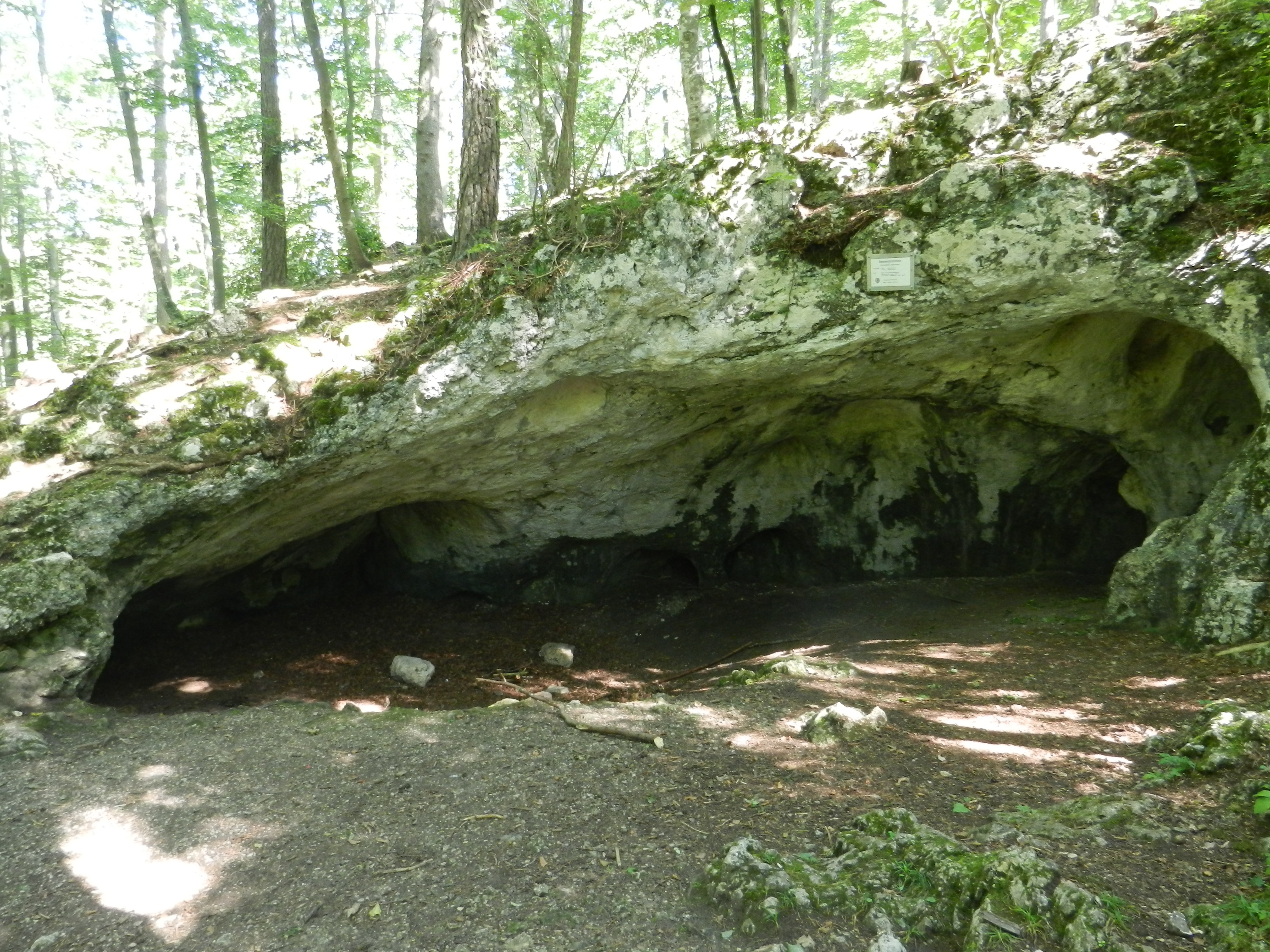
Sommerkirchhöhle

- Sommerkirchhöhle (7620/01), auch Sommerkirche, Höhle an der Sommerkirchhalde oder Höhle Sommerkirch genannt, ist ein Natur- und Bodendenkmal.[5]
- Quelle der Lauchert, eines Nebenflusses der Donau

## Veranstaltungen
- Töpfer- und Kunsthandwerkermarkt am zweiten Wochenende im September (seit 1982)

## Söhne und Töchter des Ortes
- Sebastian Emele (1825–1893), preußischer Beamter und Politiker